# Wilson Chebet
Pour les articles homonymes, voir Chebet.
Wilson Kwambai Chebet (né le 12 juillet 1985 dans le district de Marakwet) est un athlète kényan, spécialiste des courses de fond.

## Biographie
En 2009, il décroche la médaille d'or par équipes des championnats du monde de semi-marathon, à Birmingham.
Il remporte le marathon d'Amsterdam à trois reprises d'affilée, de 2011 à 2013, et le marathon de Rotterdam en 2011. 

### Palmarès
| Date | Compétition                            | Lieu       | Résultat | Épreuve     | Performance     |
| ---- | -------------------------------------- | ---------- | -------- | ----------- | --------------- |
| 2009 | Championnats du monde de semi-marathon | Birmingham | 6e       | Individuel  | 1 h 00 min 59 s |
| 2009 | Championnats du monde de semi-marathon | Birmingham | 1er      | Par équipes |                 |
| 2011 | Marathon de Rotterdam                  | Rotterdam  | 1er      | Marathon    | 2 h 05 min 27 s |
| 2011 | Marathon d'Amsterdam                   | Amsterdam  | 1er      | Marathon    | 2 h 05 min 53 s |
| 2012 | Marathon d'Amsterdam                   | Amsterdam  | 1er      | Marathon    | 2 h 05 min 41 s |
| 2013 | Marathon d'Amsterdam                   | Amsterdam  | 1er      | Marathon    | 2 h 05 min 36 s |
| 2015 | Marathon de Boston                     | Boston     | 3e       | Marathon    | 2 h 10 min 22 s |

### Records
| Épreuve       | Performance    | Lieu      | Date              |
| ------------- | -------------- | --------- | ----------------- |
| Semi-marathon | 59 min 15 s    | Rotterdam | 13 septembre 2009 |
| Marathon      | 2 h 03 minutes | Valence   | 06 décembre 2020  |